# Deckenfluter

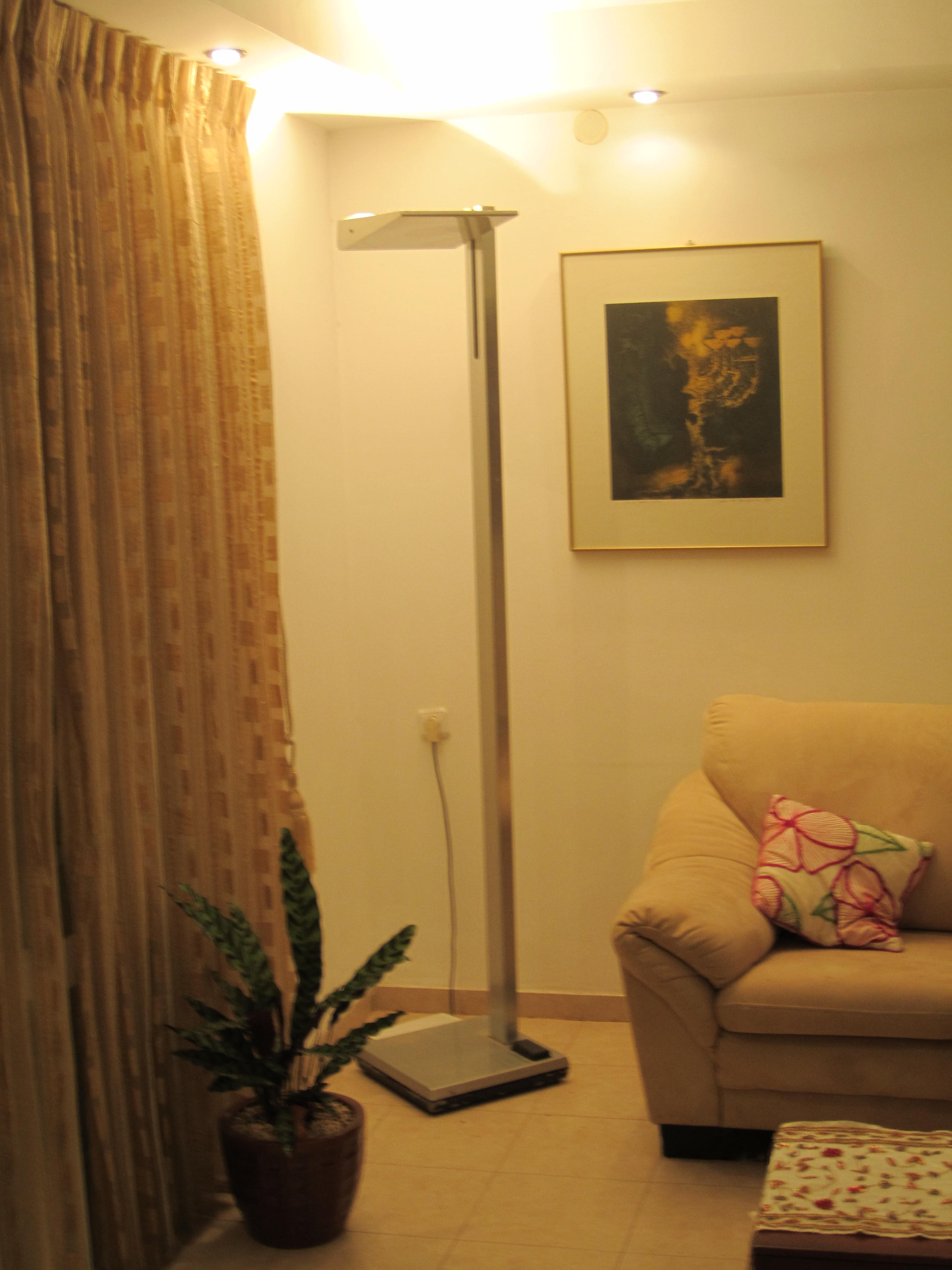
Deckenfluter

Ein Deckenfluter ist  eine Zimmerlampe, die ähnlich einer Stehlampe auf einem nach oben ragenden Metallrohr aufgebaut wird und indirektes Licht über die Raumdecke verströmt. 
Im Gegensatz zur herkömmlichen Stehlampe wird der von dem oftmals dimmbaren Leuchtmittel (z. B. Halogenröhren, LEDs oder Glühlampen) ausgestrahlte Lichtkegel nicht nach unten oder zur Seite abgestrahlt, sondern nach oben zur Decke. Diesen Effekt erzielt man mittels eines nach oben hin offenen, tellerförmigen Reflektors. Dabei handelt es sich um die Grundform. Der Form dieser Reflektoren sind vom Design her kaum Grenzen gesetzt, was auch für die Gestaltung der Lampe selbst zutrifft. Allen Deckenflutern ist jedoch gemeinsam, dass sie ein indirektes Licht von der angestrahlten – also mit Licht befluteten – Decke nach unten abgeben und so positiv auf die Raumatmosphäre einwirken. Viele Deckenfluter sind zusätzlich mit einer seitlich montierten Leselampe ausgestattet.